# قره‌چاله
قره‌چاله (به انگلیسی: Qaraçala) یک روستا و دهکده در شهرستان سالیان در جمهوری آذربایجان است. جمعیت این روستا ۵۰۷۱ نفر است. خود این روستا متشکل از دو ده به نام‌های کاراکالا و چادیرلی است.